# Славна Бетсі
Славна Бетсі (англ. Glorious Betsy) — американська історична драма режисера Алана Кросленда 1928 року. Фільм був номінований на премію «Оскар» за найкращий адаптований сценарій.

## Сюжет
Кіноадаптація однойменної п'єси, в якій розповідається про Джерома, опікуна французької аристократки Бетсі, разом з якою вони, рятуючись від Наполеона, вирушають в Америку.

## У ролях
- Долорес Костелло — Бетсі Паттерсон
- Конрад Нейджел — Джером Бонапарт
- Джон Мільян — Престон
- Марк МакДермотт — полковник Паттерсон
- Паскуале Амато — Наполеон
- Михаїл Вавіч — капітан Сен-П'єр
- Андрес де Сегарола — капітан дю Френ
- Пол Панцер — капітан корабля
- Кларисса Сельвінні — тітка Мері
- Бетті Блайт — принцеса Фредеріка